# Молодец (пароход)
«Молодец», «Пилад» — буксирный пароход Отдельного кавказского корпуса, затем Черноморского флота Российской империи. Считался одним из самых надежных пароходов Кавказской флотилии.

## Описание парохода
Винтовой буксирный пароход водоизмещением 415 тонн, один из трёх пароходов типа «Могучий». Длина парохода по сведениям из различных источников составляла от 46,9 до 47,5 метра, ширина — 7,3 метра, а осадка 3,6 метра. На судне были установлены две одноцилиндровые паровые машины общей мощностью 136 номинальных л. с. (по другим данным 168 номинальных л. с.), скорость судна достигала 19,5 узлов. Вооружение парохода составляли одна 68-фунтовая бомбовая пушка, две 68-фунтовых и четыре 12-фунтовых карронады.

## История
Пароход был заказан в 1839 году вместе с двумя другими пароходами в Англии В. Питчеру. Первоначально пароходы носили наименования «Аргонавт», «Орест» и «Пилад», но позже их переименовали в «Могучий», «Боец» и «Молодец» соответственно. «Могучий» прибыл из Англии в Одессу 23 сентября, «Боец» — 4 декабря 1839 года, а «Молодец» — 12 января 1840 года. Пароходы были задействованы, чтобы, согласно «высочайшему повелению» императора Николая I, «учредить непрерывное и постоянное сообщение между укреплениями нашими по всему протяжению восточного берега, начиная от Редут-Кале до Керчи, как для получения казенных пакетов, так и для частной корреспонденции и чтобы сообщение это производилось еженедельно или, по крайней мере, в две недели один раз».
Принимал участие в создании Кавказской укрепленной береговой линии. С 7 по 10 октября 1841 года в составе отряда контр-адмирала М. Н. Станюковича принимал участие в поддержке огнём продвижения войск генерала И. Р. Анрепа от Адлера до Навагинского укрепления. Совместно с пароходами «Могучий» и «Боец» вёл на буксире линейный корабль «Трёх Иерархов» и фрегат «Агатополь». Суда двигались впереди сухопутных войск на расстоянии около километра от них. Когда на берегу показывался крупный завал, пароходы подводили близко к берегу корабль и фрегат, которые артиллерийским огнём разрушали завалы и выбивали оттуда противника. Затем корабли продолжали движение вперед.

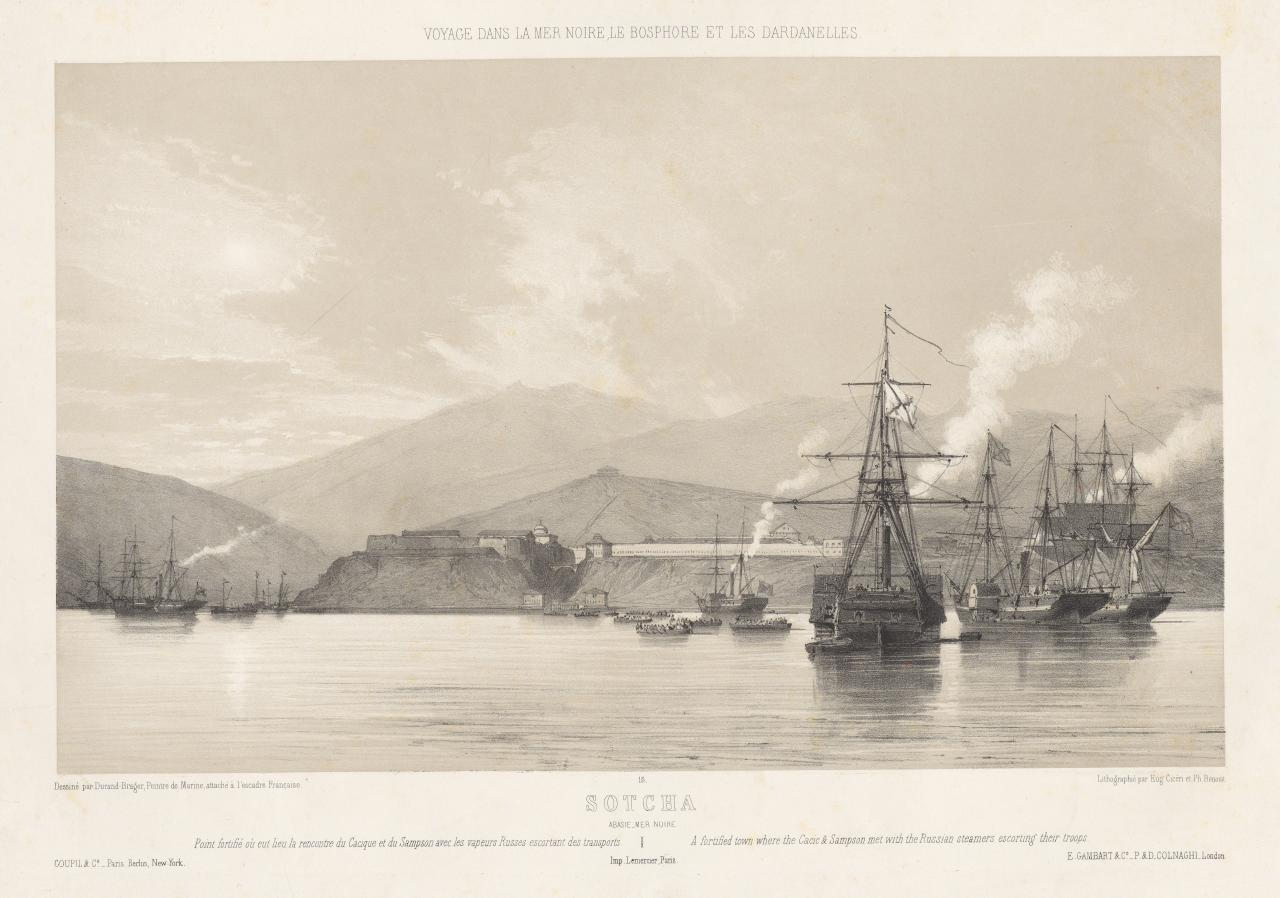
Эвакуация Навагинского форта. 1854 год

В 1853 году был перечислен из состава транспортной флотилии Военного ведомства в Черноморский флот. Во время Крымской войны в составе отряда вице-адмирал Л. М. Серебрякова принимал участие в операции, направленной на предотвращение концентрации турецкого флота в Батуме. Отряд вышел из Сухум-кале, вел бомбардировку укрепления святого Николая и направился к Трапезунду. «К рассвету 8 ноября на траверзе старого Трапезунда были открыты вице-адмиралом Серебряковым 5 неприятельских кочерм под военным флагом, одна из них взята нашим пароходом «Молодец», а прочие были вытащены на берег и спаслись тем, что волнение не позволяло сделать десант». Но выход отряда Л. М. Серебрякова не помешал противнику продолжать сосредоточение своих военных кораблей в Батуме.
Газета «Кавказ», № 30, от 1854 года, сообщала:

«С 3 по 5 марта 1854 г. отрядом кораблей под флагом вице-адмирала Л. М. Серебрякова сняты гарнизоны укреплений Черноморской береговой линии. Состав отряда: пароходы „Молодец“, флаг вице-адмирала Л. М. Серебрякова, „Крым“, флаг контр-адмирала А. И. Панфилова, „Одесса“, „Херсонес“, „Боец“, „Могучий“, „Аргонавт“, гребные суда на буксире пароходов и транспорта „Мамай“, „Бзыб“, „Гостогай“, „Кодос“, „Цемес“. Гарнизоны в количестве 5 тысяч человек со своими семьями, вольнопромышленники, большая часть казённого имущества доставлены в Новороссийск, а сами укрепления взорваны и сожжены».
12 мая 1855 года находился в Керченском проливе в составе отряда военных судов под командованием контр-адмирала Н. П. Вульфа. После занятия Керчи англо-французскими войсками отряд в составе пароходов «Боец», «Молодец», «Колхида» и винтовой шхуны «Аргонавт» ушёл в Бердянск, где 13 мая ввиду превосходящих сил противника по приказанию Вульфа был уничтожен.